# Pahora kaituna
Espèce
Pahora kaituna est une espèce d'araignées aranéomorphes de la famille des Physoglenidae.

## Distribution
Cette espèce est endémique de Nouvelle-Zélande. Elle se rencontre dans la région de Canterbury dans l'île du Sud.

## Description
La femelle holotype mesure 2,45 mm.

## Étymologie
Son nom d'espèce lui a été donné en référence au lieu de sa découverte, la vallée de Kaituna.

## Publication originale
- Forster, Platnick & Coddington, 1990 : A proposal and review of the spider family Synotaxidae (Araneae, Araneoidea), with notes on theridiid interrelationships. Bulletin of the American Museum of Natural History, no 193, p. 1-116 (texte intégral).